# Ponte Napoleone III
II ponte Napoleone III (in francese pont Napoléon III) è un ponte edificato sul fiume Var che collega Nizza a Saint-Laurent-du-Var sulla Route nationale 7.

## Storia
Dal 1388 al 1860 è stato confine tra il Ducato di Savoia (poi Regno di Sardegna) e la Provenza. Tranne alcune occupazioni francesi della Contea di Nizza il ponte fu confine fino al 1860 quando fu dedicato a Napoleone III che riuscì ad ottenere la Contea di Nizza da casa Savoia.